# Odpryskowiak
Odpryskowiak (heterotopia, łac. choristoma, z gr. chōristos = oddzielony + -oma, ang. choristoma) – nienowotworowy guz będący zaburzeniem rozwojowym. Zaburzenie polega na obecności prawidłowo zbudowanej tkanki w nieprawidłowym (ektopowym) umiejscowieniu. Przykładami odpryskowiaków są:
- fragmenty trzustki w ścianie żołądka, dwunastnicy, jelita cienkiego, uchyłku Meckla, dróg żółciowych, w śledzionie, sieci, powłokach brzucha;
- skupiska komórek kory nadnerczy pod torebką nerki
- skupiska komórek wydzielniczych ślinianek w węzłach chłonnych głowy i szyi.